# Glengoyne

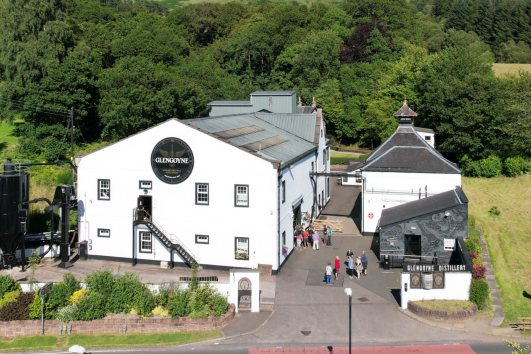
Vid foten av berget Dumgoyne ligger destilleriet.

Glengoyne är en skotsk höglandswhisky med mild smak. Det sydligaste av destillerierna på det skotska höglandet. Destilleriet ligger vid foten av berget Dumgoyne, 25 km norr om Glasgow.
Man valde egentligen att kalla sig för "Highland" mer av marknadsföringsskäl än att de verkligen ligger där.
Glengoyne är skotsk gaeliska för "De vilda gässens dalgång".

## Whisky
Glengoyne är kända för att ha den längsta destilleringsprocessen i Skottland. Otorvad mältningsprocess gör att det är liten rökighet i whiskyn.

### Bassortiment
- - Glengoyne 10 year old
  - Glengoyne 12 year old
  - Cask strength
  - Glengoyne 15 year old
  - Glengoyne 18 year old
  - Glengoyne 21 year old
  - Glengoyne 25 year old

### Specialbuteljeringar (2014)
- - Glengoyne 35 year old
  - The teapot Dram 3